# Evolução
Na biologia, Evolução (também conhecida como evolução biológica, genética ou orgânica) é a mudança das características hereditárias de uma população de seres vivos de uma geração para outra. Este processo faz com que as populações de organismos mudem e se diversifiquem ao longo do tempo. O termo "evolução" pode referir-se à evidência observacional que constitui o fato científico intrínseco à teoria da evolução biológica, ou, em acepção completa, à teoria em sua completude. Uma teoria científica é por definição um conjunto indissociável de todas as evidências verificáveis conhecidas e das ideias testáveis e testadas àquelas atreladas.
Do ponto de vista genético, a evolução pode ser definida como qualquer alteração no número de genes ou na frequência dos alelos de um ou um conjunto de genes em uma população e ao longo das gerações. Mutações em genes podem produzir características novas ou alterar as que já existiam, resultando no aparecimento de diferenças hereditárias entre organismos. Estas novas características também podem surgir pela transferência de genes entre populações, como resultado de migração, ou entre espécies, resultante de transferência horizontal de genes. A evolução ocorre quando estas diferenças hereditárias tornam-se mais comuns ou raras numa população, quer de maneira não-aleatória, através de seleção natural, ou aleatoriamente, através de deriva genética.
A seleção natural é um processo pelo qual características hereditárias que contribuem para a sobrevivência e a reprodução se tornam mais comuns numa população, enquanto características prejudiciais tornam-se mais raras. Isto ocorre porque indivíduos com características vantajosas têm mais sucesso na reprodução, de modo que mais indivíduos na próxima geração herdem tais características. Ao longo de muitas gerações, adaptações ocorrem através de uma combinação de mudanças sucessivas, pequenas e aleatórias nas características, mas significativas em conjunto, em virtude da seleção natural dos variantes mais adequados – adaptados – ao seu ambiente. Em contraste, a deriva genética produz mudanças aleatórias na frequência das características numa população. A deriva genética reflete o papel que o acaso desempenha na probabilidade de um determinado indivíduo sobreviver e reproduzir-se. Na década de 1930, a seleção natural darwiniana foi combinada com a hereditariedade mendeliana em uma síntese moderna, onde foi feita a ligação entre as unidades de evolução – os genes – e o mecanismo central de evolução - fundado na deriva genética e seleção natural. Tal teoria, denominada Síntese Evolutiva Moderna e detentora de um grande poder preditivo e explanatório, por oferecer uma unificadora e inigualável explicação natural para toda a diversidade da vida na Terra, tornou-se o pilar central da biologia moderna.
Uma espécie pode ser definida como o agrupamento dos espécimes capazes de compartilhar material genético – usualmente por via sexuada – a fim de reproduzirem-se gerando descendência fértil. No entanto, quando uma espécie é separada em várias populações que por algum motivo não mais se possam cruzar, mecanismos como mutações, deriva genética e a selecção de características novas provocam a acumulação de diferenças ao longo de gerações, diferenças que, acumuladas, podem implicar desde curiosidades biológicas como os denominados anéis de espécies até a emergência de espécies novas e distintas. As semelhanças entre organismos sugere que todas as espécies conhecidas descenderam de um ancestral comum (ou pool genético ancestral) através deste processo de divergência gradual.
Estudos do registro fóssil permitem reconstruir de forma satisfatória e precisa o processo de evolução da vida na Terra, desde os primeiros registros de sua presença no planeta – que datam de 3,4 mil milhões de anos atrás – até hoje. Tais fósseis, juntamente com o reconhecimento da fabulosa diversidade de seres vivos atrelada – a grande maioria hoje extinta – já em meados do século dezenove mostravam aos cientistas que as espécies encontram-se cronologicamente relacionadas, e que essas mudam ao longo do tempo. Contudo, os mecanismos que levaram a estas mudanças permaneceram pouco claros até o reconhecimento científico de que o próprio planeta tem uma história geológica muito rica – implicando mudanças ambientais constantes – e até a publicação do livro de Charles Darwin – A Origem das Espécies – detalhando a teoria de evolução por selecção natural. O trabalho de Darwin levou rapidamente à aceitação da evolução pela comunidade científica.

## Hereditariedade

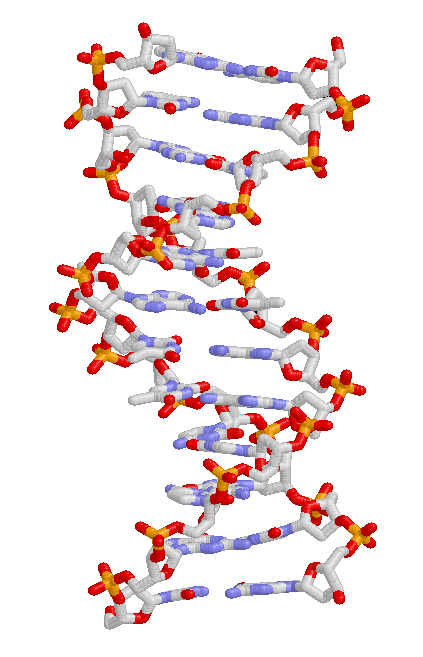
Estrutura do DNA. As bases estão no centro, rodeadas por cadeias de uma pentose ligada a um grupo fosfato dispostas numa dupla hélice.

A herança em organismos ocorre por meio de caracteres discretos – características particulares de um organismo. Em seres humanos, por exemplo, a cor dos olhos é uma característica herdada dos pais. As características herdadas são controladas por genes e o conjunto de todos os genes no genoma de um organismo é o seu genótipo.
O conjunto das características observáveis que compõem a estrutura e o comportamento de um organismo é denominado o seu fenótipo. Estas características surgem da interação do genótipo com o ambiente. Desta forma, não são todos os aspectos de um organismo que são herdados. O bronzeamento da pele resulta da interação entre o genótipo de uma pessoa e a luz do sol; assim, um bronzeado não é hereditário. No entanto, as pessoas têm diferentes respostas à radiação solar, resultantes de diferenças no seu genótipo; um exemplo extremo são os indivíduos com a característica hereditária do albinismo, que não se bronzeiam e são altamente sensíveis a queimaduras de sol, devido à inexistência do pigmento melanina na pele.
Os genes são regiões nas moléculas de ácido desoxirribonucleico (DNA) que contêm informação genética. O DNA é uma molécula comprida com quatro tipos de bases orgânicas nitrogenadas ligadas umas às outras. Genes diferentes apresentam uma sequência diferente de bases; é a sequência destas bases que codifica a informação genética. Dentro das células, as longas cadeias de DNA estão associadas com proteínas formando estruturas chamadas cromossomas. Um local específico dentro de um cromossoma é conhecido como lócus. Uma vez que normalmente existem duas cópias do mesmo cromossoma no genoma, os lócus correspondentes em cada um destes (cuja sequência de DNA pode ser igual ou diferente) são denominados alelos. As sequências de DNA podem mudar através de mutações, produzindo novos alelos. Se uma mutação ocorrer dentro de um gene, o novo alelo pode afectar a característica que o gene controla, alterando o fenótipo de um organismo. No entanto, enquanto que esta simples correspondência entre alelo e uma característica funciona em alguns casos, a maioria das características são mais complexas e são controladas por múltiplos genes que interagem uns com os outros.

## Variação
Como o fenótipo de um indivíduo resulta da interação de seu genótipo com o ambiente, a variação nos fenótipos de uma população reflete, em certa medida, a variação nos genótipos dos indivíduos. A síntese evolutiva moderna define evolução como a mudança nas frequências gênicas ao longo do tempo, ou seja, a flutuação na frequência de um ou mais alelos, se tornando mais ou menos prevalecente relativamente a outras formas do mesmo gene. Forças evolutivas atuam direcionando essa mudança de diferentes formas. A variação em determinado lócus desaparece quando algum alelo se fixa na população, ou seja, quando um mesmo alelo passa a estar presente em todos os indivíduos.
A origem de toda a variação genética são mutações no material genético. Essa variação pode ser reorganizada por meio da reprodução sexuada, e distribuída entre populações por meio de migração. A variação também pode vir de trocas de genes entre espécies diferentes, como por exemplo na transferência horizontal de genes em bactérias, e hibridização, principalmente em plantas. Apesar da constante introdução de variação por meio desses processos, a maior parte do genoma de uma espécie é idêntica em todos os indivíduos. No entanto, até mesmo relativamente poucas mudanças no genótipo podem levar a mudanças dramáticas no fenótipo: chimpanzés e humanos possuem apenas cerca de 5% de diferença em seu genoma.

### Mutação

Duplicação de parte de um cromossomo.

A variação genética se origina de mutações aleatórias que ocorrem no genoma dos organismos. Mutações são mudanças na sequência dos nucleotídeos do genoma de uma célula, sendo causadas por radiação, vírus, transposons e substâncias químicas mutagênicas, assim como erros que ocorrem durante a meiose ou replicação do DNA. Esses agentes produzem diversos tipos de mudança nas sequências de DNA, que podem ser sem efeito, podem alterar o produto de um gene, ou alterar o quanto um gene é produzido. Estudos com a mosca-das-frutas, Drosophila melanogaster, apontam que cerca de 70% das mutações são deletérias (prejudiciais), sendo as restantes neutras (sem efeito) ou com pequeno efeito benéfico. Devido aos efeitos danosos das mutações sobre o funcionamento das células, os organismos desenvolveram ao longo do tempo evolutivo mecanismos  responsáveis pelo reparo do DNA para remover mutações. Assim, a taxa ótima de mutação é resultado do balanço entre as demandas conflitantes de reduzir danos a curto prazo, como risco de câncer, e aumentar os benefícios a longo prazo de mutações vantajosas.
Grandes porções de DNA também podem ser duplicadas, fenômeno que funciona como fonte de material para a evolução de novos genes, sendo estimado que dezenas a centenas de genes são duplicados nos genomas de animais a cada milhão de anos. A grande maioria dos genes pertence a famílias de genes homólogos, que partilham um ancestral comum, de forma semelhante ao que ocorre com linhagens de espécies. Novos genes podem ser produzidos tanto por duplicação e mutação de um gene ancestral como por recombinação de partes de genes diferentes para formar novas combinações com funções distintas. Por exemplo, quatro dos genes utilizados no olho humano para a produção de estruturas responsáveis pela percepção de luz, derivam de um ancestral comum, sendo que três desses genes atuam na visão em cores e um na visão noturna. Uma vantagem na duplicação de genes (ou mesmo de genomas inteiros por poliploidia) é que sobreposição ou redundância funcional em vários genes pode permitir que alelos que seriam deletérios sem essa redundância sejam mantidos na população, aumentando assim a diversidade genética.
Mudanças em número de cromossomos também podem envolver a quebra e rearranjo de DNA entre cromossomos. Por exemplo, no gênero Homo, dois cromossomos se fundiram, formando o cromossomo 2 humano. Essa fusão não ocorreu na linhagem dos outros grandes primatas (orangotango, chimpanzé, e gorila), e eles mantêm esses cromossomos separados. O papel mais importante desse tipo de rearranjo dos cromossomos na evolução pode ser o de acelerar a divergência de uma população em novas espécies, por meio de uma redução na chance de cruzamento entre as populações, preservando as diferenças genéticas entre elas.
Sequências de DNA que têm a capacidade de se mover pelo genoma, como transposons, constituem uma fração significativa do material genético de plantas e animais, e podem ter sido importantes na evolução de genomas. Por exemplo, mais de um milhão de cópias de um padrão denominado sequência Alu estão presentes no genoma humano, e tem sido demonstrado que essas sequências podem desempenhar um papel da regulação da expressão gênica. Outro efeito dessas sequências de DNA é que, ao se moverem dentro do genoma, elas podem mudar ou deletar genes existentes, gerando assim diversidade genética.

### Recombinação
Em organismos de reprodução assexuada, os genes são herdados todos juntos, ou ligados, dado que eles não podem se misturar com genes de outros organismos durante a reprodução. Por outro lado, a prole de organismos sexuados contêm uma mistura aleatória dos cromossomos de seus pais, produzida por meio da segregação independente durante a meiose. No processo relacionado de recombinação gênica, organismos sexuados também podem trocar DNA entre cromossomos homólogos. Esses processos de embaralhamento podem permitir que mesmo alelos próximos numa cadeia de DNA segreguem independentemente. No entanto, como ocorre cerca de um evento de recombinação para cada milhão de pares de bases em humanos, genes próximos num cromossomo geralmente não são separados, e tendem a ser herdados juntos. Essa tendência é medida encontrando-se com qual frequência dois alelos ocorrem juntos, medida chamada de desequilíbrio de ligação. Um conjunto de alelos que geralmente é herdado em grupo é chamado de haplótipo, e essa co-herança pode indicar que o lócus está sob seleção positiva (veja abaixo).
A recombinação em organismos sexuados ajuda a remover mutações deletérias e manter mutações benéficas. Consequentemente, quando alelos não podem ser separados por recombinação – como no cromossomo Y humano, que passa intacto de pais para filhos – mutações deletérias se acumulam. Além disso, a recombinação pode produzir indivíduos com combinações de genes novas e vantajosas. Esses efeitos positivos da recombinação são balanceados pelo fato de que esse processo pode causar mutações e separar combinações benéficas de genes.

### Transferência horizontal de genes
A transferência horizontal de genes é um processo pelo qual um organismo transfere material genético para outra célula que não a sua prole, em contraste à transferência vertical em que um organismo recebe material genético de seu ancestral. A maior parte do pensamento em genética tem se focado na transferência vertical, mas recentemente a transferência horizontal tem recebido maior atenção.

### Epigenética
Alguns fenótipos e variações hereditárias perpetuadas nas divisões celulares não são determinadas por alterações na sequência de DNA. Este fenômeno é classificado como herança epigenética. Entre os mecanismos envolvidos na herança epigenética podemos citar: a metilação do DNA, modificações nas histonas, atuação de RNA interferente e a conformação tridimensional de proteínas, como os príons. Existem também outros fenótipos hereditários que existem sem controle gênico direto como alguns comportamentos culturais e a simbiogénese.

### Genética populacional
|                                 |  |                         |
| Traça (Biston betularia) branca |  | Variante preta da traça |

De um ponto de vista genético, evolução é uma mudança de uma geração para a outra nas frequências de alelos de uma população que compartilha um conjunto de genes. Para entender os mecanismos que fazem com que uma população evolua, é útil considerar quais as condições necessárias para que a população não evolua. Segundo o princípio de Hardy-Weinberg, as frequências de alelos numa população suficientemente grande irá se manter constante apenas se as únicas forças atuando na população forem a recombinação aleatória dos alelos na formação dos gametas e a combinação aleatória dos alelos nessas células sexuais durante a fecundação. Uma população em que as frequências dos alelos é constante não está evoluindo: a população está em Equilíbrio de Hardy-Weinberg.

## Mecanismos
Há três mecanismos básicos de mudanças evolutivas: selecção natural, deriva genética e fluxo génico. A selecção natural favorece genes que melhoram a capacidade para a sobrevivência e reprodução. A deriva genética é mudança aleatória na frequência de alelos, causada pela amostragem aleatória dos genes de uma geração durante a reprodução, e o fluxo génico é a transferência de genes entre (e dentro de) populações. A importância relativa da selecção natural e deriva genética numa população varia conforme a intensidade da selecção e do efectivo populacional, que é o número de indivíduos capazes de se reproduzir. A seleção natural costuma predominar em grandes populações. A predominância de derivação genética em pequenas populações é capaz até mesmo de levar a fixação de suaves mutações deletérias. Como resultado, mudanças no tamanho da população podem influenciar dramaticamente o rumo da evolução. Os efeitos de gargalo, onde a população encolhe temporariamente e portanto perde variação genética, resultam numa população mais uniforme. Efeitos de gargalo surgem também de alterações no fluxo génico tais como uma diminuição da migração, expansões para outros habitats ou subdivisão populacional.

### Selecção natural

Selecção natural de uma população para coloração escura.

Selecção natural é o processo pelo qual mutações genéticas que melhoram a reprodução tornam-se, ou permanecem, mais comuns em gerações sucessivas de uma população. O conceito central da selecção natural é a aptidão evolutiva de um organismo. Isto mede a contribuição genética de um organismo para a geração seguinte. Contudo, não é o mesmo que o número total de descendentes: a aptidão mede a proporção de gerações subsequentes que carregam os genes de um organismo. Por consequência, se um alelo aumenta a aptidão mais do que outros alelos do mesmo gene, então em cada geração esse alelo tornar-se-á mais comum dentro da população. Diz-se que estas características são "seleccionadas a favor" ou "positivamente". Exemplos de características que podem aumentar a aptidão são sobrevivência melhorada e aumento da fecundidade. Pelo contrário, aptidão mais baixa causada por ter um alelo menos beneficial resulta na diminuição da frequência deste alelo; são "seleccionados contra" ou "negativamente". É importante notar que a aptidão de um alelo não é uma característica fixa. Se o ambiente muda, características que previamente eram neutras ou prejudiciais podem tornar-se benéficas ou vice-versa.
Selecção natural dentro de uma população, de uma característica que pode variar dentro de uma gama de valores, tal como a altura, pode ser categorizada em três tipos diferentes. A primeira é selecção direccional, que é um desvio do valor médio de uma característica ao longo do tempo – por exemplo, certos organismos que vão lentamente ficando mais altos de geração para geração. A segunda é selecção disruptiva, que é a selecção a favor de valores extremos das características e resulta frequentemente em que dois valores diferentes se tornem mais comuns, com selecção contra valores médios. Isto aconteceria quando quer indivíduos altos ou baixos têm certa vantagem, mas não os que têm altura média. Por último, existe selecção estabilizadora em que há selecção contra valores extremos das características em ambos os lados do espectro, o que causa uma diminuição da variância à volta do valor médio.
Um caso especial de selecção natural é selecção sexual, que é selecção sobre qualquer característica que aumente o sucesso reprodutor, incrementando a capacidade de atracção de um organismo a potenciais parceiros. As características que evoluíram através de selecção sexual são particularmente proeminentes em machos de algumas espécies animais, apesar de algumas características  como hastes muito elaboradas, chamamentos ou cores vivas poderem atrair predadores, diminuindo por isso a sobrevivência desses machos. Esta desvantagem é compensada pelo maior sucesso reprodutivo em machos que apresentam estas características seleccionadas sexualmente.
Uma área de pesquisa activa actualmente refere-se à unidade de selecção, com propostas de que a selecção natural actua no nível dos genes, células, indivíduos, populações ou mesmo espécies. Nenhum destes modelos são mutuamente exclusivos e a selecção pode actuar em vários níveis simultaneamente. Abaixo do nível do indivíduo, genes chamados transposões tentam copiar-se a si próprios ao longo do genoma. Selecção acima do nível do indivíduo, tal como selecção de grupo, pode permitir a evolução de cooperação, como discutido mais abaixo.

### Deriva genética

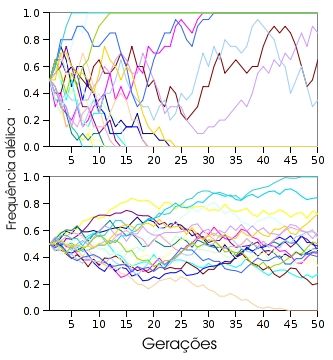
Simulação de deriva genética de 20 alelos numa população de 10 (em cima) e 100 (em baixo) indivíduos. A deriva é mais rápida na população pequena.

Deriva genética é a mudança na frequência alélica de uma geração para a outra que acontece porque os alelos nos descendentes são amostras aleatórias dos presentes nos progenitores. Em termos matemáticos, os alelos estão sujeitos a erros de amostragem. Como resultado disto, quando forças selectivas estão ausentes ou são relativamente fracas, frequências alélicas tendem a "andar à deriva" para cima ou para baixo ao acaso (numa caminhada aleatória). Esta deriva termina quando um alelo eventualmente fique fixado, quer por desaparecer da população, ou por substituir completamente todos os outros alelos. A deriva genética pode assim eliminar alguns alelos de uma população meramente devido ao acaso, e duas populações separadas que começaram com a mesma estrutura genética podem divergir para duas populações com um conjunto diferente de alelos.
O tempo necessário para que um alelo se fixe por deriva genética depende do tamanho da população, com a fixação acontecendo mais rapidamente em populações mais pequenas.
Apesar da selecção natural ser responsável pela adaptação, a importância relativas das duas forças, selecção natural e deriva genética, como motores de mudança evolutiva em geral, é uma área de pesquisa actual em biologia evolutiva. Estas investigações foram despoletadas pela teoria neutral da evolução molecular, que propôs que a maioria das mudanças evolutivas resultam da fixação de mutações neutrais que não têm efeitos imediatos na aptidão de um organismo. Daí que, neste modelo, a maioria das mudanças genética resulte da constante pressão mutacional e deriva genética.

### Fluxo génico

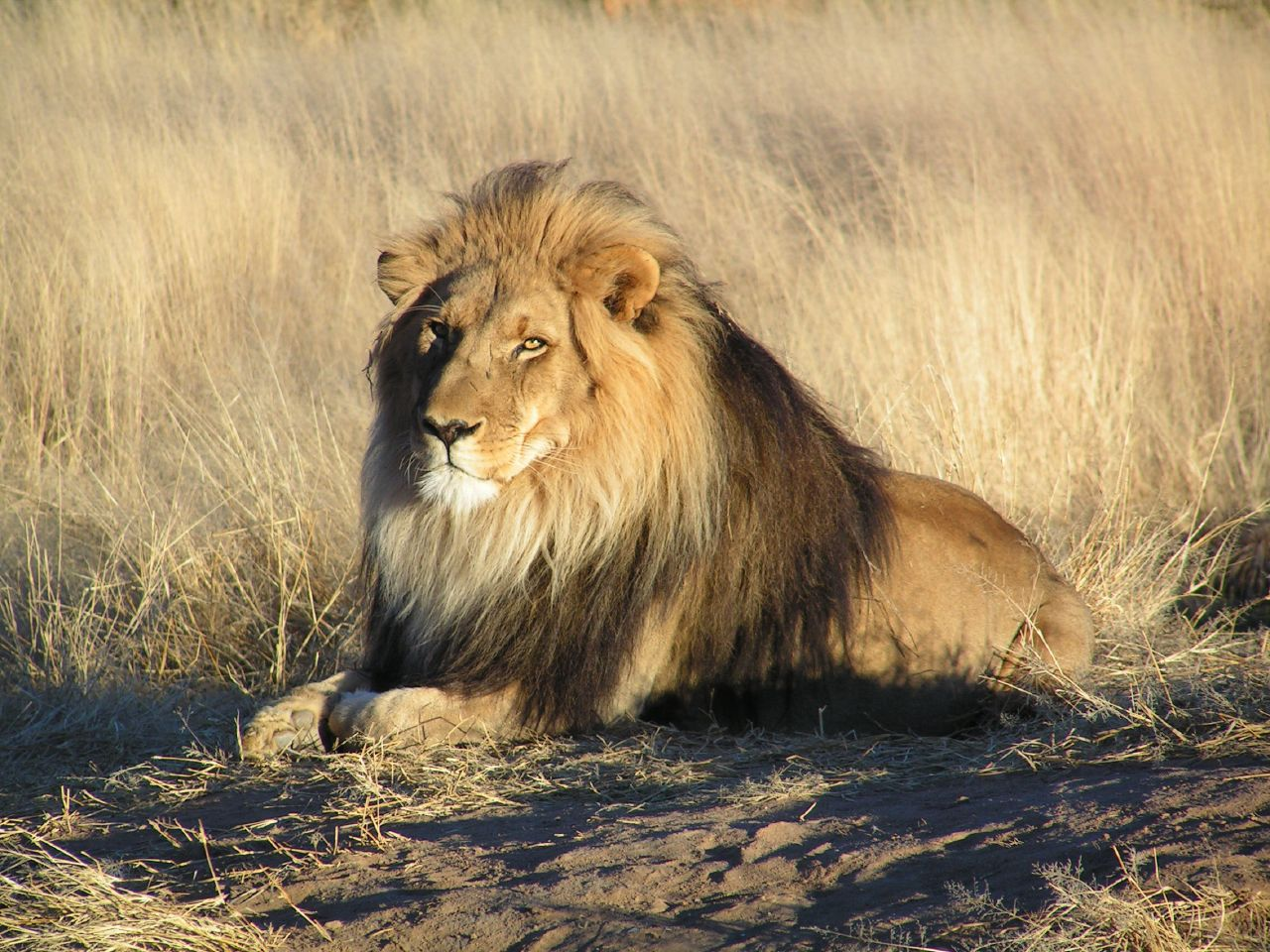
Leões machos deixam o bando onde nasceram e tomam conta de outro bando para acasalarem. Isto resulta em fluxo génico entre bandos.

Fluxo génico é a troca de genes entre populações, que são normalmente da mesma espécie. Migração para dentro ou para fora de uma população pode mudar as frequências alélicas. Imigração pode adicionar material genético novo para o pool genético já estabelecido de uma população. Por outro lado, emigração pode remover material genético. Barreiras à reprodução são necessárias para que as populações se tornem em novas espécies, sendo que o fluxo génico pode travar este processo, espalhando as diferenças genéticas entre as populações. Fluxo génico é impedido por barreiras como cadeias montanhosas, oceanos ou desertos ou mesmo por estruturas artificiais como a Grande Muralha da China, que tem prejudicado o fluxo de genes de plantas.
Dependendo de quanto é que duas espécies divergiram desde o seu ancestral comum mais recente, pode ainda ser possível que produzam descendência, tais como é exemplificado pelo  cruzamento entre cavalos e burros, produzindo mulas. Tais híbridos são geralmente inférteis, devido à impossibilidade dos dois conjuntos de cromossomas se emparelharem durante a meiose. Neste caso, espécies próximas são capazes de se cruzar regularmente, mas os híbridos serão seleccionados contra e as espécies permanecerão separadas. Contudo, híbridos viáveis podem formar-se ocasionalmente e mesmo formar novas espécies. Estas novas espécies podem ter propriedades intermédias entre as espécies parentais ou possuir fenótipos totalmente novos. A importância da hibridização no processo de criação de novas espécies de animais não é clara, apesar de haver alguns casos conhecidos em muitos tipos de animais, sendo a espécie Hyla versicolor um exemplo particularmente bem estudado.
No entanto, a hibridação é um importante meio de especiação em plantas, uma vez que a poliploidia (ter mais do que duas cópias de cada cromossoma) é tolerada em plantas mais prontamente do que em animais. A poliploidia é importante em híbridos porque permite a reprodução, com cada um dos conjuntos de cromossomas capaz de emparelhar com um par idêntico durante a meiose. Os poliplóides também têm mais diversidade genética, o que permite que evitem depressão de consanguinidade em populações pequenas.
A transferência génica horizontal é a transferência de material genético de um organismo para outro que não é seu descendente. Isto é mais comum em bactérias. Em medicina, isto contribui para a disseminação de resistência a antibióticos, porque assim que uma bactéria adquire genes de resistência eles podem-se transferir rapidamente para outras espécies. Também é possível que tenha ocorrido transferência horizontal de genes de bactérias para eucariontes como a levedura Saccharomyces cerevisiae e para o escaravelho Callosobruchus chinensis, por exemplo. Os vírus também podem transportar DNA entre organismos, permitindo a transferência de genes mesmo entre domínios. A transferência de genes também ocorreu entre os ancestrais das células eucarióticas e procariontes, durante a aquisição do cloroplasto e da mitocôndria.

## Consequências
As consequências da evolução são comummente divididas entre macroevolução, que é a evolução que ocorre acima do nível de espécies, e trata de fenómenos como a especiação, e microevolução, que trata das mudanças evolutivas que ocorrem dentro de uma espécie, como a adaptação a um ambiente específico por determinada população. Em geral, macroevolução é o resultado de longos períodos de microevolução. Assim, a distinção entre micro e macroevolução não é absoluta, havendo apenas uma diferença de tempo entre os dois processos. No entanto, na macroevolução, as características de toda a espécie é que são consideradas. Por exemplo, uma grande quantidade de variação entre indivíduos permite que uma espécie se adapte rapidamente a novos habitats, diminuindo as possibilidade de se tornar extinta, enquanto que uma grande área de distribuição aumenta a possibilidade de especiação, por fazer com que seja mais provável que parte da população fique isolada. Neste sentido, microevolução e macroevolução podem por vezes estar separadas.
Um problema conceptual muito comum é acreditar-se que a evolução é progressiva, mas a seleção natural não tem um objetivo final, e não produz necessariamente organismos mais complexos. Apesar de espécies complexas terem evoluído, isso ocorre como consequência indireta do aumento no número total de organismos, e formas de vida simples continuam sendo mais comuns. Por exemplo, a esmagadora maioria das espécies constitui-se de procariotos microscópicos, que são responsáveis por cerca de metade da biomassa do planeta, apesar de seu pequeno tamanho, e compõem uma grande parte da biodiversidade na Terra. Assim, organismos simples continuam sendo a forma de vida dominante no planeta, sendo que a formas de vida mais complexas parecem mais diversas apenas porque são mais evidentes para nós.

### Adaptação

Ossos homólogos de extremidades de tetrápodes. Os ossos dos quatro animais têm a mesma estrutura básica, mas têm adaptado para utilizações específicas.

Adaptações são estruturas ou comportamentos que melhoram uma função específica dos organismos, aumentando sua chance de sobreviver e reproduzir. Elas são produzidas por uma combinação da produção contínua de pequenas mudanças aleatórias nas características (mutações), e da selecção natural das variantes melhor ajustadas ao seu ambiente. Esse processo pode causar tanto o ganho de uma nova propriedade, como a perda de uma propriedade ancestral. Um exemplo que demonstra esses dois tipos de mudança é a adaptação bacteriana a antibióticos. Mutações que causam resistência a antibióticos podem modificar o alvo da droga ou remover os transportadores que permitem que a droga entre na célula. Outros exemplos notáveis são a capacidade adquirida pela bactéria Escherichia coli em utilizar o ácido cítrico como nutriente em experiências de laboratório de evolução a longo prazo, a aquisição de novas enzimas pela Flavobacterium que permitem que estas bactérias cresçam nos produtos da manufactura do náilon, ou a evolução na bactéria do solo Sphingobium de um via metabólica completamente nova que degrada o pesticida sintético pentaclorofenol. Uma interessante mas ainda controversa ideia é que algumas adaptações poderiam aumentar a capacidade dos organismos em gerar diversidade genética e adaptarem-se por seleção natural (aumentando a "evolucionabilidade" do organismo).
No entanto, muitas características que parecem ser simples adaptações podem ser exaptações: estruturas que originalmente surgiram como adaptações para desempenhar determinada função, mas que durante o processo evolutivo, coincidentemente se tornaram úteis no desempenho de uma outra função. Um exemplo é o lagarto africano Holaspis guentheri, que desenvolveu uma cabeça extremamente fina para se esconder em pequenas cavidades, como pode ser percebido ao olhar-se para espécies aparentadas. No entanto, nessa espécie a cabeça se tornou tão fina que auxilia o animal a planar quando saltando entre árvores - uma exaptação.

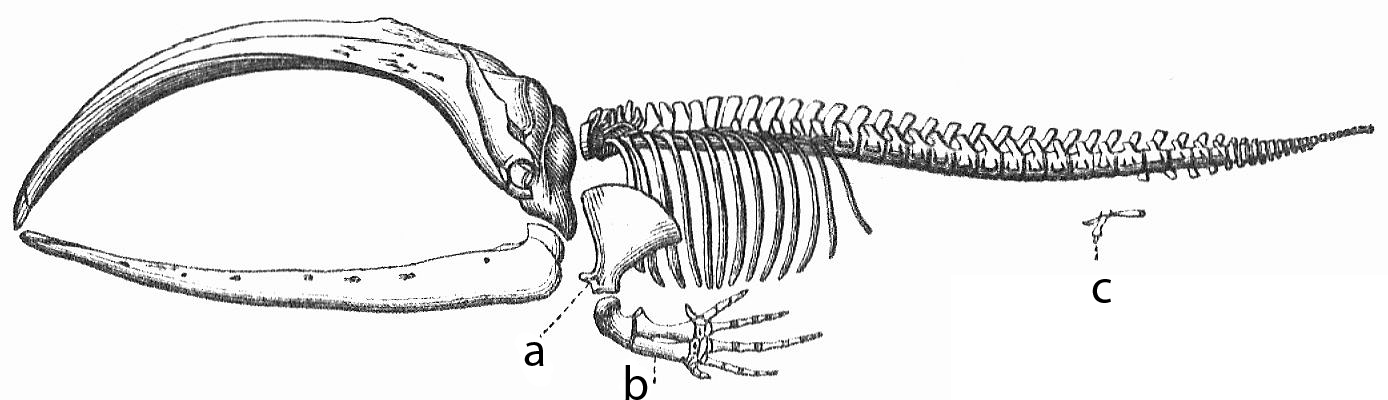
Esqueleto de uma baleia, a e b correspondem aos ossos das barbatanas, que se adaptaram de ossos dos membros anteriores: enquanto c indica os ossos dos membros posteriores vestigiais.

Uma adaptação ocorre pela modificação gradual de estruturas existentes. Estruturas com organização interna semelhante podem ter funções muito diferentes em organismos aparentados. Isso é resultado de uma única estrutura ancestral que se adaptou para funcionar de formas diferentes em cada linhagem. Os ossos nas asas de morcegos, por exemplo, são estruturalmente similares tanto com as mãos humanas como com as barbatanas de focas, devido à descendência dessas estruturas de uma ancestral comum que também tinha cinco dedos na extremidade de cada membro anterior. Outras características anatômicas únicas, como ossos no pulso do panda, que formam um falso "polegar", indicam que a linhagem evolutiva de um organismo pode limitar que tipo de adaptação é possível.
Durante a adaptação, algumas estruturas podem perder a sua função e se tornarem estruturas vestigiais. Essas estruturas podem ter pouca ou nenhuma função numa espécie, apesar de terem uma função clara em espécies ancestrais ou relacionadas. Exemplos incluem os remanescentes não funcionais de olhos em alguns peixes de cavernas, asas em aves incapazes de voar e a presença de ossos do quadril em baleias e cobras. Exemplos de estruturas vestigiais em humanos incluem o dente do siso, o cóccix e o apêndice vermiforme.
Uma área de pesquisa atual em biologia do desenvolvimento evolutiva é a base desenvolvimental de adaptações e exaptações. Essa linha de pesquisa busca compreender a origem e evolução de desenvolvimento embrionário e como modificações nos processos do desenvolvimento produzem novas características de forma gradualista, onde as mudanças ocorrem com a presença de intermediários, ou ainda pelo modelo de saltos evolutivos, onde uma mudança "abrupta" pode correr de uma geração para outra e com um passar do tempo aquela nova estrutura pode ser torna-se vantajosa para a população da espécies. Esses estudos têm demonstrado que a evolução pode alterar o desenvolvimento para criar novas estruturas, como as estruturas embrionárias que formam ossos da mandíbula em outros animais formando parte do ouvido médio em mamíferos. É também possível que estruturas perdidas ao longo da evolução reapareçam devido a mudanças em genes do desenvolvimento, como uma mutação em galinhas que faz com que os embriões produzam dentes similares aos de crocodilos.

### Coevolução
Interações entre organismos podem produzir tanto conflito como cooperação. Quando a interação ocorre entre pares de espécies, como um patógeno e um hospedeiro, ou um predador e uma presa, essas espécies podem desenvolver séries de adaptações combinadas. Nesses casos, a evolução de uma espécie causa adaptações numa outra. Essas mudanças na segunda espécie, por sua vez, causam novas adaptações na primeira. Esse ciclo de seleção e resposta é chamado de coevolução. Um exemplo é a produção de tetrodotoxina numa espécie de salamandra (Taricha granulosa) e a evolução de resistência à tetrodotoxina em seu predador, uma serpente (Thamnophis sirtalis). Nesse par de presa e predador, uma corrida armamentista evolutiva produziu altos níveis de toxina na salamandra e correspondentemente altos níveis de resistência na cobra.

### Cooperação
No entanto, nem todas as interações entre espécies envolvem conflito. Muitos casos de interações mutuamente benéficas evoluíram. Por exemplo, existe uma cooperação extrema entre plantas e micorrizas que crescem sobre as raízes, auxiliando na absorção de nutrientes do solo. Essa é uma interação recíproca, já que as plantas provêm à micorriza açúcares da fotossíntese. Nesse caso o fungo geralmente cresce dentro das células da planta, permitindo a troca de nutrientes, enquanto envia sinais que reprimem o sistema imunitário da planta.
A cooperação também evoluiu entre organismos da mesma espécie. Um caso extremo é a eussocialidade, que pode ser observada em insetos sociais, como abelhas, cupins e formigas, onde insetos estéreis alimentam e defendem um pequeno número de organismos da colônia que são capazes de se reproduzir. Numa escala ainda menor, as células somáticas que formam o corpo de um animal são limitadas em sua capacidade de se reproduzir para que se mantenha a estabilidade no organismo e permita que um pequeno número de células germinativas produza prole. Nesse caso, células somáticas respondem a sinais específicos que as instruem a crescer ou destruir a si próprias. Se as células ignoram esses sinais e tentam se multiplicar de forma desordenada, seu crescimento descontrolado causa câncer.
Imagina-se que esses exemplos de cooperação dentro de uma espécie evoluíram pelo processo de seleção de parentesco, que consiste em um organismo agir de forma a aumentar a probabilidade de parentes produzirem prole. Essa atividade é selecionada porque se o indivíduo que ajuda possui alelos que promovem a atividade de ajudar, é provável que seus parentes também possuam esses alelos e, assim, esses alelos são passados adiante. Outros processos que podem promover a cooperação incluem seleção de grupo, onde a cooperação fornece benefícios para um grupo de organismos.

### Especiação

Os quatro mecanismos de especiação.

Especiação é o processo pelo qual uma espécie diverge, produzindo duas ou mais espécies descendentes. Eventos de especiação foram observados diversas vezes, tanto em condições controladas de laboratório como na natureza. Em organismos de reprodução sexuada, a especiação resulta do isolamento reprodutivo seguido por divergência entre as linhagens. Há quatro tipos de mecanismos de especiação, sendo a especiação alopátrica considerada a mais comum em animais. Esse tipo de especiação ocorre quando populações são isoladas geograficamente, por fragmentação de habitat ou migração, por exemplo. Como as forças evolutivas passam a atuar independentemente nas populações isoladas, a separação vai, eventualmente, produzir organismos incapazes de se intercruzarem.
O segundo mecanismo de especiação a ser considerado é a especiação peripátrica, que ocorre quando pequenas populações de organismos são isoladas num novo ambiente. Ela difere da especiação alopátrica pelo fato de as populações isoladas serem muito menores do que a população parental. Nesse caso, o efeito fundador causa uma especiação rápida tanto pela deriva genética oriunda do efeito fundador como pela rápida ação da seleção natural sobre um conjunto de genes pequeno.
O terceiro mecanismo de especiação é a especiação parapátrica. Ela é similar à especiação peripátrica na medida em que uma população pequena ocupa um novo habitat, mas difere porque não há separação física entre essas populações. O que ocorre é que a especiação resulta da evolução de mecanismos que reduzem o fluxo gênico entre as duas populações. Geralmente isso ocorre quando há alguma mudança drástica no ambiente da espécie parental. Um exemplo é a gramínea Anthoxanthum odoratum, que pode passar por especiação parapátrica em resposta a poluição localizada de metais de minas. Neste caso, plantas com resistência a altos níveis de metais no solo evoluem. A seleção contra cruzamentos com a população parental sensível a metais produz uma mudança no tempo de floração das plantas resistentes, causando isolamento reprodutivo. A seleção contra híbridos entre as duas populações pode causar o que é chamado de reforço, que é a evolução de características que promovem o cruzamento dentro de determinada espécie, assim como deslocamento de caráter, que ocorre quando duas espécies se tornam mais distintas em aparência.

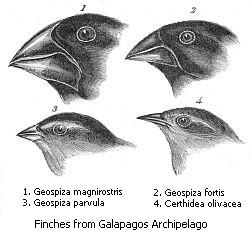
O Isolamento geográfico dos Tentilhões de Darwin das Ilhas Galápagos produziram mais de uma dúzia de espécies.

Finalmente, quando há especiação simpátrica, espécies divergem sem uma barreira geográfica entre elas ou mudanças drásticas no ambiente. Esse tipo de especiação é considerado raro, já que uma pequena quantidade de fluxo gênico pode remover as diferenças genéticas entre partes de uma população. Em geral, a especiação simpátrica em animais exige a evolução tanto de diferenças genéticas como de acasalamento preferencial, para permitir que o isolamento reprodutivo evolua.
Um tipo de evolução simpátrica envolve o cruzamento entre duas espécies aparentadas, produzindo uma nova espécie híbrida. Esse tipo de especiação não é comum em animais, já que híbridos são comumente inviáveis ou estéreis, porque não há pareamento entre os cromossomos homólogos de cada progenitor durante a meiose. Ela é mais comum em plantas, porque plantas frequentemente dobram o número de cromossomos, formando poliplóides. Isso permite o pareamento de cada cromossomo com seu homólogo durante a meiose, já que os cromossomos de cada progenitor já se apresentam em pares. Um exemplo desse tipo de especiação ocorreu quando as espécies Arabidopsis thaliana e Arabidopsis arenosa se hibridizaram para formar a nova espécie Arabidopsis suecica. Isso ocorreu há cerca de 20 000 anos atrás e o processo de especiação foi reproduzido em laboratório, permitindo o estudo dos mecanismos genéticos envolvidos no processo. De fato, eventos de poliploidização numa espécie podem ser uma causa comum de isolamento reprodutivo, já que metade dos cromossomos duplicados não irá parear quando ocorrer cruzamento com organismos sem essa duplicação.
Eventos de especiação são importantes na teoria do equilíbrio pontuado, que explica a existência  do padrão observado no registro fóssil de "explosões" de evolução entre longos períodos de estase, em que as espécies se mantém relativamente sem mudanças. Nessa teoria, a especiação e a rápida evolução são relacionadas, com seleção natural e deriva genética atuando mais fortemente em organismos especiando em novos habitats ou com pequeno tamanho populacional. Como resultado, os períodos de estase no registro fóssil correspondem à população parental, e os organismos passando por especiação e rápida evolução são encontrados em pequenas populações geograficamente restritas., sendo raramente preservados como fósseis.

### Barreiras ao cruzamento entre espécies e que previnem a fertilização
Barreiras reprodutivas ao cruzamento podem ser classificadas em pré-zigóticas ou pós-zigóticas. Barreiras pré-zigóticas são aquelas que impedem a cópula entre as espécies, ou então impedem a fertilização do óvulo caso a espécie tente cruzar.
Alguns exemplos são:

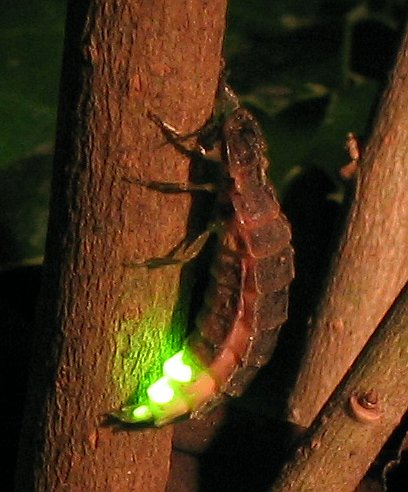
Diferentes espécies de vaga-lumes não reconhecem os sinais de outras espécies, e consequentemente, não cruzam.

- Isolamento temporal – ocorre quando espécies copulam em tempos diferentes. Populações de duas espécies americanas de gambá (Spilogale gracilis e Spilogale putorius) têm distribuições sobrepostas, mas se mantêm como espécies separadas porque a primeira acasala no verão e a segunda no inverno.[55]
- Isolamento comportamental – sinais que estimulam uma resposta sexual podem ser suficientemente diferentes para impedir o acasalamento. O brilho rítmico dos vaga-lumes é específico de cada espécie e portanto funciona como barreira pré-zigótica.[149]
- Isolamento mecânico – diferenças anatômicas em estruturas reprodutivas podem impedir o cruzamento. Isso é verdade especialmente em plantas que desenvolveram estruturas específicas adaptadas a alguns polinizadores. Morcegos que se alimentam de néctar procuram por flores guiados por seu sistema de ecolocalização. Assim, plantas que dependem desses morcegos como polinizadores evoluíram flores acusticamente conspícuas, que auxiliam na sua detecção.[150]
- Isolamento gamético – os gâmetas das duas espécies são quimicamente incompatíveis, impedindo a fertilização. O reconhecimento de gâmetas pode ser baseado em moléculas específicas na superfície do óvulo, que se ligam apenas a moléculas complementares no espermatozóide.[55]
- Isolamento geográfico/de habitat – geográfico: as duas espécies estão separadas por barreiras físicas de larga escala, como uma montanha, um corpo de água ou barreiras físicas construídas por humanos. Essas barreiras impedem o fluxo gênico entre os grupos isolados. Isso é ilustrado pela divergência entre espécies de plantas em lados opostos da muralha da China.[151] Habitat: as duas espécies preferem habitats diferentes, mesmo vivendo, em geral, na mesma área, e assim são incapazes de se encontrar. Por exemplo, moscas do gênero Rhagoletis têm como planta hospedeira original a espécie Crataegus monogyna. Quando macieiras foram introduzidas em seu habitat, mais de 300 anos atrás, algumas moscas passaram a utilizar essa planta. Estudos mostram que, hoje em dia, moscas têm uma preferência genética pela planta em que são encontradas, e a cópula ocorre na planta. Assim, mesmo sendo encontradas nas mesmas áreas, seu isolamento ecológico é suficiente, e divergência genética ocorreu.[55]

### Barreiras atuando após a fertilização

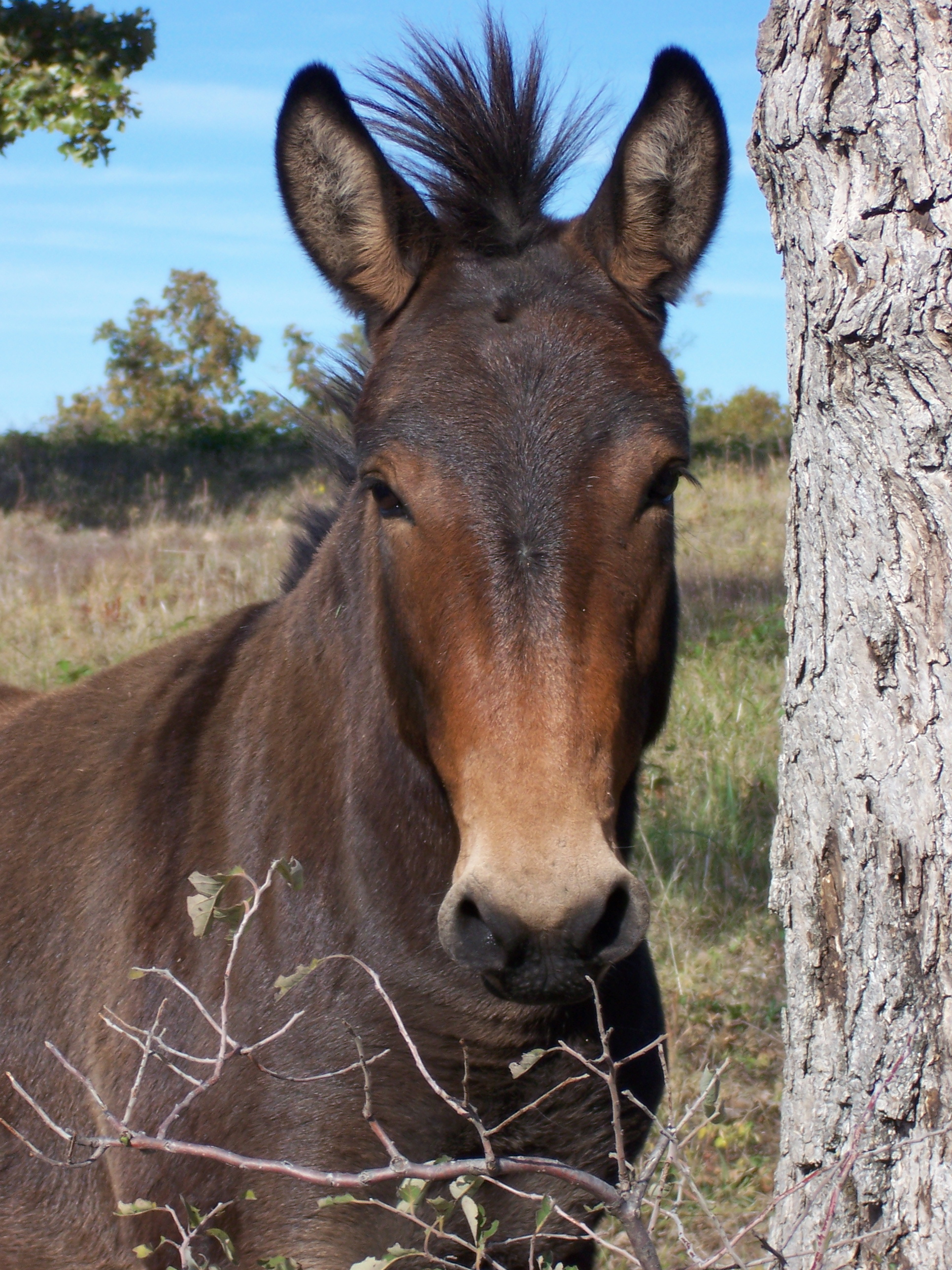
A mula é o híbrido de uma égua com um burro, e é geralmente infértil.

Barreiras pós-zigóticas são aquelas que ocorrem após a fertilização, geralmente resultando na formação de um zigoto híbrido que é infértil ou inviável. Isso geralmente é resultado de incompatibilidade nos cromossomos do zigoto. Um zigoto é um óvulo fertilizado antes de se dividir, ou o organismo que se origina desse óvulo fertilizado. Inviável significa incapaz de chegar à idade adulta.
Exemplos incluem:
- Viabilidade do híbrido reduzida – ocorre desenvolvimento incompleto e morte da prole;[152]
- Fertilidade do híbrido reduzida – mesmo que duas espécies diferentes acasalem, a prole produzida pode ser infértil. Cruzamentos entre espécies no gênero do cavalo (Equus), tendem a produzir proles viáveis mas inférteis. Por exemplo, cruzamentos de zebra x cavalo e zebra x burro produzem organismos estéreis. O cruzamento de cavalo x burro produz mulas estéreis. Muito raramente, uma mula fêmea pode ser fértil;[153]
- Degeneração do Híbrido – alguns híbridos são férteis por uma única geração, se tornando então estéreis ou inviáveis.[154]

### Extinção

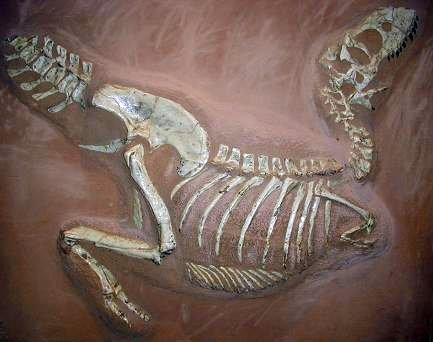
Um esqueleto de Tarbosaurus. Todos os dinossauros, com exceção das aves, se extinguiram no evento de extinção em massa entre o Cretáceo e o Terciário.

Extinção é o desaparecimento de toda uma espécie. A extinção não é um evento incomum, já que espécies normalmente surgem por especiação e desaparecem por extinção. De fato, quase todas as espécies de planta e animal que já existiram hoje estão extintas. Essas extinções aconteceram continuamente durante toda a história da vida, apesar de haver picos nas taxas de extermínio em eventos de extinção em massa. A extinção entre o Cretáceo e o Terciário (Extinção K-T), na qual os dinossauros desapareceram, é a mais conhecida. No entanto, um evento anterior, a extinção do Permiano-Triássico, foi ainda mais severa, levando cerca de 96% das espécies então existentes ao extermínio. A extinção do Holoceno é um processo de desaparecimento de espécies em massa ocorrendo atualmente, em decorrência da expansão da espécie humana pelo globo nos últimos milhares de anos. Taxas de extinção atuais são de 100 a 1 000 vezes maiores do que as taxas normais, e até 30% das espécies pode estar extinta até o meio deste século. Atividades humanas são hoje a principal causa da extinção em massa atual e o aquecimento global pode acelerar ainda mais essa extinção no futuro.
O papel da extinção na evolução depende do tipo de extinção que é considerada. As causas das baixas taxas de evolução, que atuam continuamente e são responsáveis pela maior parte das extinções, não são bem conhecidas, e podem ser o resultado da competição entre as espécies por recursos compartilhados. Se a competição de outras espécies pode alterar a chance de determinada espécie sobreviver, isso poderia produzir seleção natural no nível de espécies, em contraposição à que ocorre no nível de organismos. As extinções em massa intermitentes também são importantes, mas ao invés de agir como força seletiva, elas reduzem drasticamente a diversidade, de forma não específica, promovendo picos de radiação adaptativa e especiação nas espécies sobreviventes.

## História evolutiva da vida

### Origem da vida
A origem da vida é o precursor necessário para a evolução biológica, mas perceber que a evolução ocorreu depois de os organismos aparecerem pela primeira vez, e investigar como isto acontece, não depende na compreensão exacta de como a vida começou. O consenso científico actual é de que a bioquímica complexa que constitui a vida provém de reacções químicas mais simples, mas que não é claro como ocorreu esta transição. Não há muitas certezas sobre os primeiros desenvolvimentos da vida, a estrutura dos primeiros seres vivos, ou a identidade ou natureza do último ancestral comum ou do pool genético ancestral. Como consequência, não há consenso científico sobre como a vida surgiu. Algumas propostas incluem moléculas capazes de auto-replicação, como o RNA e a construção de células simples.

### Origem comum

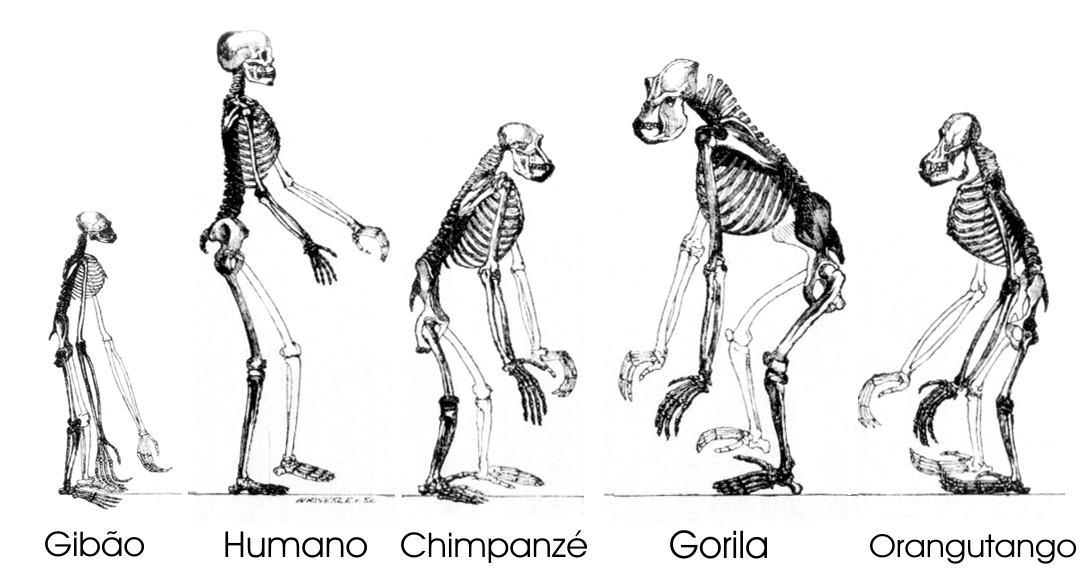
Os hominídeos são descendentes de um ancestral comum.

Todos os seres vivos da Terra descendem de um ancestral comum ou de um pool genético ancestral. E as espécies actuais são um estádio no processo de evolução, e a sua diversidade resulta de uma longa série de eventos de especiação e extinção. A origem comum dos seres vivos foi inicialmente deduzida a partir de quatro simples factos sobre seres vivos: Primeiro, eles têm distribuições geográficas que não podem ser explicadas por adaptações locais. Segundo, a diversidade da vida não é uma série de organismos completamente únicos, mas os seres vivos têm semelhanças morfológicas. Terceiro, características vestigiais com nenhuma utilidade evidente são parecidas com características ancestrais funcionais e finalmente, que organismos podem ser classificados usando estas semelhanças numa hierarquia de grupos aninhados uns nos outros.
Espécies passadas também deixaram registos da sua história evolutiva. Fósseis, juntamente com a anatomia comparada de seres vivos existentes actualmente, constituem o registo morfológico ou anatómico. Comparando as anatomias de espécies modernas e extintas, paleontólogos podem inferir as linhagens dessas espécies. Contudo, esta metodologia tem maior sucesso em organismos com partes duras, tais como conchas, ossos ou dentes. Além disso, como os procariontes como bactérias e archaeas partilham uma série limitada de morfologias comuns, os seus fósseis não fornecem informação sobre a sua ascendência.
Mais recentemente, evidências de origem comum provieram do estudo de semelhanças bioquímicas entre organismos. Por exemplo, todas as células vivas usam os mesmos ácidos nucleicos e aminoácidos. Todos os seres vivos, por exemplo, compartilham os mesmos 23 genes homólogos que estão, notadamente, relacionados aos processos de tradução, transcrição e duplicação do DNA, sem nenhuma exceção conhecida. O desenvolvimento da genética molecular revelou o registo da evolução deixado nos genomas dos seres vivos: datando quando as espécies divergiram através do relógio molecular produzido pelas mutações. Por exemplo, comparações entre sequências de DNA revelaram a estreita semelhança genética entre humanos e chimpanzés e revelou quando existiu um ancestral comum às duas espécies.

### Evolução da vida

Árvore evolutiva mostrando a divergência das espécies actuais a partir do seu ancestral comum no centro. Os três domínios estão coloridos de amarelo (bactéria), azul (archaea) e vermelho (Eucarioto).

Apesar da incerteza sobre como a vida começou, é claro que os procariontes foram os primeiros seres vivos a habitar a Terra, há aproximadamente 3-4 mil milhões de anos. Não ocorreram nenhumas mudanças óbvias em morfologia ou organização celular nestes organismos durante os próximos milhares de milhão de anos.
A próxima grande inovação na evolução foram os eucariontes. Estes surgiram a partir de bactérias antigas terem sido rodeadas por antecessores de células eucarióticas, numa associação cooperativa chamada de endossimbiose. A bactéria encapsulada e a célula hospedeira sofreram evolução, com a bactéria a evoluir em mitocôndrias ou em hidrogenossomas.  Uma segunda captura de seres semelhantes a cianobactérias levou à formação de cloroplastos em algas e plantas.
A história da vida foi a história de procariontes, archaeas e eucariontes unicelulares até há cerca de um milhar de milhão de anos atrás quando seres multicelulares começaram a aparecer nos oceanos durante o período Ediacarano. A evolução de organismos multicelulares ocorreu múltiplas vezes, de forma independente, em organismos tão diversos como esponjas, algas castanhas, cianobactérias, mycetozoa e mixobactérias.
Depois do aparecimento dos primeiros seres multicelulares, ocorreu um notável diversificação biológica num período de 10 milhões de anos, num evento chamado explosão cambriana quando a maioria dos grupos de animais modernos apareceram entre 540 e 520 milhões de anos atrás. Durante este evento, evoluíram a maior parte dos tipos de animais modernos, assim como linhagens únicas que se extinguiram entretanto. Têm sido propostos vários "detonadores" para esta explosão, incluindo a acumulação de oxigénio na atmosfera resultante da fotossíntese. Um estudo conduzido por pesquisadores em 2013 estimou, pela primeira vez, as taxas de evolução durante a "explosão cambriana". Os resultados, solucionam o "dilema de Darwin": o súbito aparecimento de um grande número de grupos de animais modernos no registro de fóssil durante o início do período Cambriano. Há cerca de 500 milhões de anos, plantas e fungos colonizaram a terra, e foram logo seguidos por artrópodes e outros animais. Os anfíbios apareceram pela primeira vez há cerca de 300 milhões de anos, seguidos pelos primeiros amniotas, os mamíferos há volta de 200 milhões de anos e as aves há cerca de 100 milhões de anos (ambos a partir de linhagens semelhantes a répteis. Contudo, apesar da evolução destes grandes animais, seres vivos mais pequenos semelhantes aos que evoluíram cedo no processo, continuam a ser bem sucedidos e a dominar a Terra, formando a maioria da biomassa e das espécies procariontes.

## Evolução Convergente

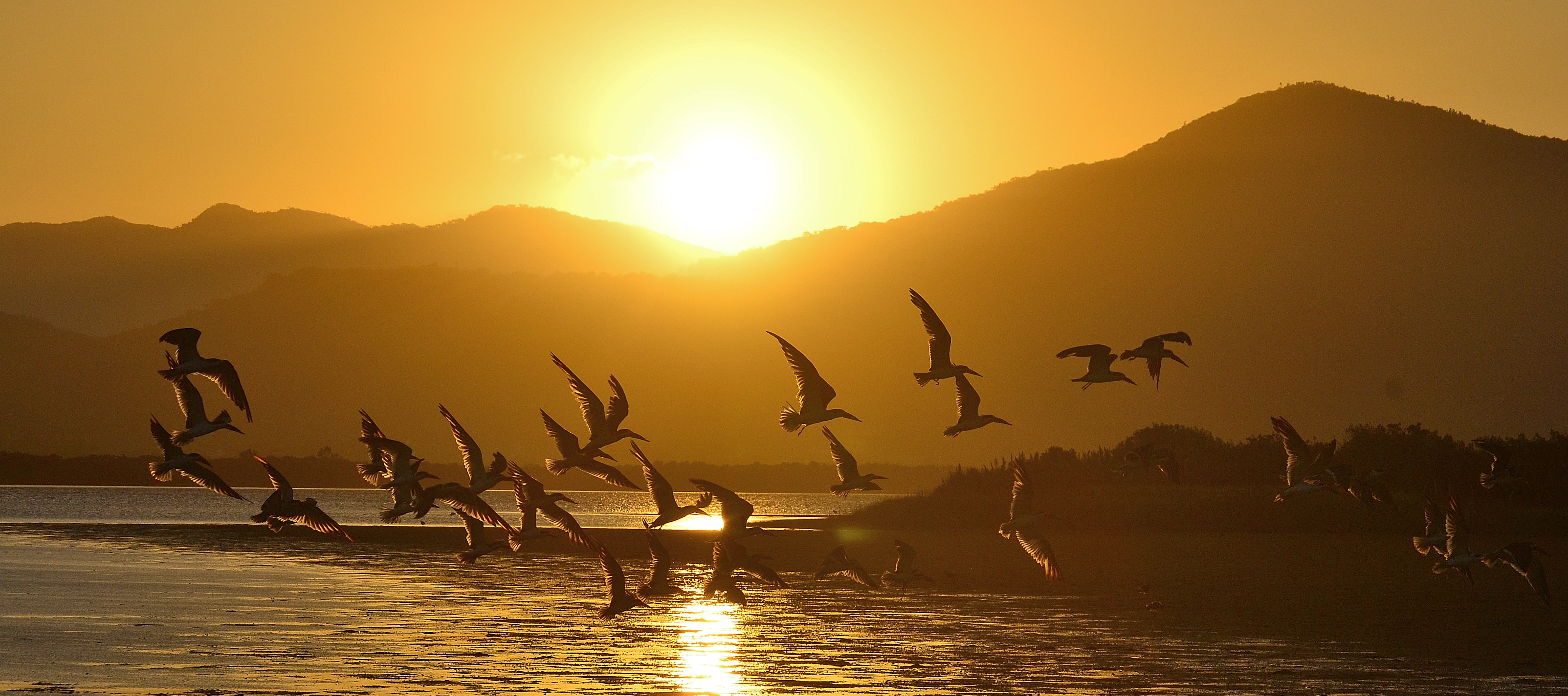
As asas das aves são exemplos de estruturas análogas.

Na natureza existem exemplos de espécies que mesmo sem ter ancestral comum quando comparado com a outra, desenvolveram tamanha similaridade quando se diz respeito a forma e comportamento, essas espécies similares irão apresentar estruturas análogas quando estas apresentam similaridade na forma superficial ou na função, o que difere de estruturas homólogas que se originam estruturas de um ancestral em comum com as espécies comparadas. Um exemplo desse tipo de evolução no reino animal é encontrado quando comparado as asas dos morcegos e das aves.
Esse tipo de evolução tem como principal agente condições ambientais e nichos ecológicos. Características chave para a sobrevivência em determinadas condições podem aparecer de forma independente em diferentes grupos que não possuem parentesco entre si. Tubarões e golfinhos são exemplo de convergência devido as condições ambientes e hábitos semelhantes, os dois possuem formato do corpo parecido, como nadadeiras e cauda.

## Evolução Paralela
Certa forma de evolução foi acrescentada na história, através de isolamentos entre indivíduos de um grupo. Um exemplo de evolução paralela se apresenta nos mamíferos, em que se diferem entre placentários e marsupiais, sendo que geralmente, alguns pares de animais tais como: Canis (Placentário) e Thylacinus (marsupial), Felis (placentário)  e Dasyurus (marsupial), Glaucomys (placentário) e Petaurus (marsupial), Marmota (placentário) e Vombatus (marsupial), Myrmecophaga (placentário) e Myrmecabius (marsupial), Talpa (placentário) e Notoryctes (marsupial), apresentam similaridades tanto na aparência quanto em hábitos. Ao contrário da evolução convergente, a evolução paralela ocorre conforme uma mesma linhagem ancestral evolui.

## História do pensamento evolutivo

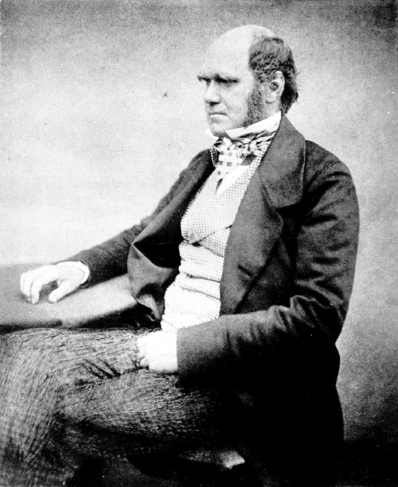
Charles Darwin com 51 anos, logo após ter publicado A Origem das Espécies.

Ideias evolutivas como origem comum e de transmutação de espécies existiram pelo menos desde o século VI a.C., quando foram examinadas pelo filósofo grego Anaximandro de Mileto. Outros que consideraram estas ideias incluem o filósofo grego Empédocles, o filósofo-poeta romano Lucrécio, o biólogo árabe Al-Jahiz, o filósofo persa Ibn Miskawayh, e o filósofo oriental Zhuang Zi.
À medida que o conhecimento biológico aumentou no século XVIII, ideias evolutivas foram propostas por alguns filósofos como Pierre Louis Maupertuis em 1745, Erasmus Darwin em 1796, e Georges-Louis Leclerc (conde de Buffon) entre 1749 e 1778. As ideias do biólogo Jean-Baptiste Lamarck acerca da transmutação das espécies teve grande influência. Charles Darwin formulou a sua ideia de selecção natural em 1838 e ainda estava desenvolvendo a sua teoria em 1858 quando Alfred Russel Wallace lhe enviou uma teoria semelhante, e ambas foram apresentadas na Linnean Society of London em dois artigos separados.
O debate sobre os mecanismos da evolução continuaram, e Darwin não foi capaz de explicar a fonte das variações hereditárias sobre as quais a selecção natural actuaria. Tal como Lamarck, ele pensava que os progenitores passavam à descendência as adaptações adquiridas durante a sua vida, uma teoria subsequentemente nomeada de Lamarckismo. Na década de 1880, as experiências de August Weismann indicaram que as mudanças pelo uso e desuso não eram hereditárias, e o Lamarckismo entrou gradualmente em descrédito. Mais importante do que isso, Darwin não conseguiu explicar como características passam de geração para geração. Em 1865, Gregor Mendel descobriu que as características eram herdadas de uma maneira previsível.
Quando o trabalho de Mendel foi redescoberto em 1900, a discórdia sobre a taxa de evolução prevista pelos primeiros geneticistas e biometristas levou a uma ruptura entre os modelos de evolução de Mendel e de Darwin. Esta contradição só foi reconciliada nos anos 1930 por biólogos como Ronald Fisher. O resultado final foi a combinação da evolução por selecção natural e hereditariedade mendeliana, a síntese evolutiva moderna. Na década de 1940, a identificação do DNA como o material genético por Oswald Avery e colegas, e a subsequente publicação da estrutura do DNA por James Watson e Francis Crick em 1953, demonstraram o fundamento físico da hereditariedade. Desde então, a genética e biologia molecular tornaram-se partes integrais da biologia evolutiva e revolucionaram o campo da filogenia.
Na sua história inicial, a biologia evolutiva atraiu primariamente cientistas vindos de campos tradicionais de disciplinas orientadas para a taxonomia, cujo treino em organismos particulares os levava a estudar questões gerais em evolução. Assim que a biologia evolutiva se expandiu como disciplina académica, particularmente depois do desenvolvimento da síntese evolutiva moderna, começou a atrair cientistas de um leque mais alargado das ciências biológicas.

## Perspectivas sociais e culturais

Caricatura de Charles Darwin como um macaco, refletindo a reação cultural contra a evolução.

Mesmo antes da publicação d'A Origem das Espécies, a ideia que a vida evolui era fonte de debate. A evolução ainda é um conceito contencioso em algumas secções da sociedade fora da comunidade científica. O debate tem-se centrado nas implicações filosóficas, sociais e religiosas da evolução, não na ciência em si; a proposta de que a evolução biológica ocorre através do mecanismo de selecção natural é padrão na literatura científica.
Apesar de muitas religiões terem reconciliado as suas crenças com a evolução através de vários conceitos de evolução teísta, há muitos criacionistas que acreditam que a evolução é contraditória com as histórias de criação encontradas nas respectivas religiões. Tal como Darwin reconheceu desde cedo, o aspecto mais controverso do pensamento evolutivo é a sua implicação para a origem dos seres humanos. Em alguns países, notavelmente os Estados Unidos, as tensões entre os ensinamentos científicos e religiosos têm alimentado a controvérsia da criação vs. evolução, um conflito religioso que foca na política do criacionismo e no ensino da evolução nas escolas públicas. Apesar de outros campos da ciência como cosmologia e ciências da Terra também entrarem em conflito com a interpretação literal de muitos textos religiosos, muitos crentes religiosos opõem-se à biologia evolutiva.
A evolução tem sido usada para posições filosóficas que propõe discriminação e o racismo. Por exemplo, as ideias eugénicas de Francis Galton foram desenvolvidas para argumentar que o pool genético humano podia ser melhorado através de políticas de cruzamentos selectivos, incluindo incentivos para aqueles considerados como "bom stock" para se reproduzirem, e esterilização compulsória, testes pré-natais, controlo da natalidade e inclusive homicídio dos considerados "mau stock". Um outro exemplo de uma extensão da teoria evolutiva que é reconhecida actualmente como indevida é o "Darwinismo social", um termo dado à teoria Malthusiana dos Whig, desenvolvida por Herbert Spencer em ideias de "sobrevivência do mais apto" no comércio e nas sociedades humanas em geral, e por outros que reclamavam que a desigualdade social, racismo e imperialismo eram justificados. Contudo, cientistas e filósofos contemporâneos consideram que estas ideias não são nem mandatadas pela teoria evolutiva nem sustentadas por quaisquer dados.

## Aplicações na tecnologia
Uma grande aplicação tecnológica da evolução é a selecção artificial, que é a selecção intencional de certas características em populações de seres vivos. Os seres humanos têm usado a selecção artificial há milhares de anos na domesticação de plantas e animais. Como a evolução é capaz de produzir processos e redes altamente optimizados, tem muitas aplicações em ciência dos computadores. Aqui, simulações de evolução usando algoritmos genéticos e vida artificial foram iniciadas com o trabalho de Nils Aall Barricelli na década de 1960, e depois estendidas por Alex Fraser, que publicou uma série de artigos sobre simulação de evolução artificial. A evolução artificial tornou-se um método de optimização largamente reconhecido como resultado do trabalho de Ingo Rechenberg na década de 1960 e 70, que usou estratégias evolutivas para resolver problemas de engenharia complexos. Algoritmos genéticos em particular tornaram-se populares pelos escritos de John Holland. À medida que o interesse académico cresceu, o aumento dramático no poder computacional permitiu aplicações práticas. Algoritmos evolutivos são agora usados para resolver problemas multi-dimensionais mais eficientemente do que por software produzido por programadores humanos, e também para optimizar o desenho de sistemas.